# Unione astrofili italiani

Logo dell'Unione astrofili italiani.

L'Unione astrofili italiani, in acronimo UAI, è un'associazione senza scopo di lucro impegnata nella divulgazione dell'astronomia e nella ricerca scientifica; essa raggruppa appassionati sia professionisti che dilettanti. Nacque originariamente come tentativo di creare un punto di raccordo fra l'astronomia professionale e le già costituite associazioni di astrofili italiane. Pur senza vietarne l'iscrizione, fra i suoi obiettivi primari non prevedeva, almeno negli anni iniziali, di essere il punto di riferimento dell'astrofilo isolato, bensì di riunioni (associazioni e gruppi) di astrofili disposti ad entrare in contatto col mondo accademico.
Costituita da quasi duemila iscritti, in essi compresi anche i gruppi di astrofili affiliati, si dichiara come una delle più importanti associazioni astronomiche europee specie per l'organigramma di cui si è dotata (sezioni di ricerca e commissioni). Annualmente i soci si riuniscono in un congresso nazionale, curato dall'associazione locale che si offre di ospitarlo, durante il quale si organizzano conferenze ed attività di approfondimento.

## Sezioni di ricerca e commissioni
L'UAI è suddivisa in alcune sezioni nelle quali la partecipazione è riservata ai soli soci e il cui scopo, dichiarato dall'UAI, è quello di portare un contributo all'astronomia professionale.
All'interno dell'UAI sono presenti, ma solo in parte concretamente operative, alcune commissioni che si occupano di temi non direttamente riferibili a specifici campi di ricerca. 
Tra queste vi sono:
- Astrologia? No, grazie!: promuove, in accordo programmatico col CICAP[5], una campagna per contenere le previsioni astrologiche esattamente all'interno dei mezzi d'informazione[6];

Un'apposita pagina Web riporta l'elenco complessivo delle commissioni.

## Altre attività
Sulla base delle dichiarazioni reperibili sul sito ufficiale, si evince che l'UAI intrattiene notevoli rapporti economici con alcune case editrici nonché aziende e ditte fornitrici di materiale ottico ed astronomico e altre ancora , con agenzie di viaggio e di spettacolo tramite le quali stipula contratti in occasione di trasferte per speciali eventi astronomici o più semplicemente per la fornitura di gadget promozionali.
L'UAI è proprietaria ed editrice unica a  capitale indiviso di una rivista periodica, Astronomia UAI, dove vengono pubblicati articoli (il più delle volte con referee scientifico), rapporti osservativi e resoconti di attività varie.
Nell'ambito della lotta all'inquinamento luminoso, l'UAI collabora con CieloBuio e la sezione italiana dell'International Dark-Sky Association.
L'UAI ha curato da giugno del 2003 a ottobre 2015, con autore Paolo Colona, la pagina dedicata all'astronomia sul Televideo della Rai (pagina 575), aggiornata ogni settimana e articolata in quattro pagine interne.

## Varie
Gli è stato dedicato un asteroide, 234026 Unioneastrofili